# Добринка (Новосибирская область)
Добринка — деревня в Чановском районе Новосибирской области. Входит в состав Щегловского сельсовета.

## География
Площадь деревни — 66 гектаров.

## История
Основано в 1900 году. В 1928 году деревня Добринская состояла из 61 хозяйства, основное население — латгальцы. В административном отношении являлась центром Добринского сельсовета Чановского района Барабинского округа Сибирского края.

## Население
| 2002 | 2007 | 2010 |
| ---- | ---- | ---- |
| 89   | ↗90  | ↘69  |

## Инфраструктура
В деревне по данным на 2007 год функционируют 1 учреждение здравоохранения и 1 учреждение образования.